# Mtalssa
 Mtalssa (àrab امطالسة) és una comuna rural de la província de Driouch de la regió de L'Oriental. Segons el cens de 2014 tenia una població total de 16.787 persones.